# Granbury, Texas
Granbury là một thành phố thuộc quận Hood, tiểu bang Texas, Hoa Kỳ. Năm 2010, dân số của xã này là 7978 người.

## Dân số
- Dân số năm 2000: 5718 người.
- Dân số năm 2010: 7978 người.